# Artéria vesical superior
A artéria vesical superior é um vaso sanguíneo que se origina na artéria umbilical e vasculariza a porção superior da bexiga urinária.